# Robert Whittaker (peleador)
Robert John Whittaker (Auckland, Nueva Zelanda; 20 de diciembre de 1990) es un artista marcial mixto australiano que actualmente compite en la categoría de peso mediano de Ultimate Fighting Championship, donde ha sido Campeón Mundial de Peso Medio de UFC. Desde el 12 de septiembre de 2023, está en la posición #5 del ranking de peso medio de UFC.
Siendo profesional desde 2009, Whittaker participó en The Ultimate Fighter: The Smashes y ganó el torneo de peso wélter. Whittaker se convirtió en el campeón interino de peso medio luego de ganar el título en UFC 213; fue promovido a campeón indiscutido luego de que Georges St-Pierre dejara vacante el Campeonato Mundial de Peso medio de UFC en 2017.

## Primeros años
Whittaker nació en Ōtāhuhu, Auckland, Nueva Zelanda. Hijo de un australiano de ascendencia europea y de una madre con ascendencia maorí y samoana. Se mudó a Australia cuando tenía un mes de nacido. Cuando tenía siete, el padre de Whittaker lo inscribió a su hermano y a él en una escuela de karate Goju-ryu, para fomentarles valores de disciplina y defensa personal. Luego de entrenar en la disciplina por más de ocho años, y obtener su cinturón negro, su padre le ofreció la oportunidad de cambiar de deporte para dejar el karate o dejar el karate por completo. Mientras su hermano decidió dejarlo, Robert eligió cambiar a Hapkido manejado por Henry Perez, luego de su traslado a Menai. Tiempo después, Perez transformó su gimnasio en un gimnasio de MMA. No teniendo opción, Whittaker comenzó a entrenar en MMA y se enganchó inmediatamente con el deporte, prefiriéndolo sobre el rugby league.

## Carrera de artes marciales mixtas

### Ultimate Fighting Championship

#### 2012
Whittaker hizo su debut en UFC el 15 de diciembre de 2012 en UFC on FX 6, que también fue conocido como "The Ultimate Fighter: The Smashes Finale". Él lucharía contra Brad Scott para determinar el ganador del peso wélter de The Ultimate Fighter: The Smashes. Whittaker ganó la lucha por decisión unánime para convertirse en el primer ganador de The Ultimate Fighter: The Smashes junto a Norman Parke, que fue el ganador de peso ligero del espectáculo.

#### 2013
Whittaker enfrentó a Colton Smith el 25 de mayo de 2013 en UFC 160. Ganó la pelea por TKO en el tercer asalto.
Whittaker enfrentó a Court McGee el 28 de agosto de 2013 en UFC Fight Night 27. Perdió la pelea por decisión dividida.

#### 2014
Whittaker enfrentó a Stephen Thompson el 22 de febrero de 2014 en el UFC 170. Perdió la pelea por TKO en el primer asalto.
Whittaker enfrentó a Mike Rhodes el 28 de junio de 2014 en UFC Fight Night 43. Ganó la pelea por decisión unánime.
Whittaker enfrentó a Clint Hester en una pelea de peso medio el 8 de noviembre de 2014 en UFC Fight Night 55. Ganó la pelea a través de TKO en el primer asalto. La victoria también le valió a Whittaker su primer premio a la Pelea de la Noche.

#### 2015
Whittaker enfrentó a Brad Tavares el 10 de mayo de 2015 , en UFC Fight Night 65. Ganó la pelea por KO en el primer asalto. Además ganó el premio a la Actuación de la Noche.
Whittaker debía enfrentar a Michael Bisping el 15 de noviembre de 2015, en UFC 193. Sin embargo, Bisping se retiró de la pelea el 30 de septiembre citando una lesión de codo y fue reemplazado por Uriah Hall. Whittaker ganó la pelea por decisión unánime.

#### 2016
Whittaker enfrentó a Rafael Natal el 23 de abril de 2016, en UFC 197. Whittaker ganó la pelea por decisión unánime.
Whittaker enfrentó a Derek Brunson el 27 de noviembre de 2016, en UFC Fight Night 101. Ganó la pelea a través de TKO en el primer asalto.
Whittaker enfrentó a Ronaldo Souza el 15 de abril en UFC on Fox 24. Ganó la pelea por TKO en el segundo asalto. Además recibió el premio a la Actuación de la Noche.

#### Campeonato Interino de Peso medio de UFC
Whittaker enfrentó a Yoel Romero por el título interino de peso medio en el evento estelar (originalmente coestelar antes de la cancelación de Nunes vs. Shevchenko 2) de UFC 213 el 8 de julio de 2017, en Las Vegas. Ganó la pelea por decisión unánime obteniendo el título interino de peso medio.

#### Campeonato Mundial de Peso medio de UFC
El 7 de diciembre de 2017, el campeón de peso medio Georges St-Pierre dejó vacante el Campeonato de Peso Medio de UFC después de que le diagnosticaron colitis. Como resultado, Whittaker fue promovido a campeón indiscutido. Estaba programado para su primera defensa del título en el UFC 221 contra el excampeón de peso medio Luke Rockhold el 10 de febrero de 2018 en el Perth Arena en el país natal de Whittaker, Australia. El 13 de enero de 2018, se informó que Whittaker se retiró del evento debido a una lesión no revelada y fue reemplazado por Yoel Romero para disputar el Campeonato Interino de Peso Medio. El ganador de esta pelea enfrentará a Whittaker para la pelea de unificación. El 20 de enero de 2018, Dana White confirmó que Whittaker está en estado grave después de no ser tratado adecuadamente de una infección por estafilococos en el estómago.
La revancha con Romero tuvo lugar el 9 de junio de 2018 en UFC 225. En el pesaje, Romero perdió peso, llegando a 186 libras, 1 libra por encima del límite de peso medio para disputar una pelea por el título. A Romero le dieron un tiempo adicional de 2 horas para llegar al peso límite para una pelea titular en el peso medio (185 libras), pero pesó 185.2 lbs, 0.2 Ibs sobre el límite por lo cual no pudo pelear por el título. Romero recibió una multa del 20% de su pago, que fue para Whittaker y la pelea se llevó a cabo en el peso medio sin el título en juego. Whittaker venció a Romero en una estrecha pelea por decisión dividida. Whittaker peleó con un pulgar roto después de fracturárselo en el tercer asalto, a pesar de que Romero tuvo la oportunidad de noquear al campeón en el tercer y quinto asalto, Whittaker se recuperó y logró ganar los asaltos 1, 2 y 4 para llevarse la victoria. El enfrentamiento obtuvo el premio a Pelea de la Noche otorgándole a Whittaker un bono de 100 mil dólares.
En julio de 2018, UFC anunció que Whittaker y Kelvin Gastelum había sido seleccionado como los coaches del Ultimate Fighter 28. El 2 de noviembre de 2018, se anunció que la siguiente defensa del título de peso medio de Whittaker sería contra Kelvin Gastelum, en febrero de 2019, en UFC 234. Sin embargo, Whittaker se retiró de la pelea horas antes luego de ser forzado a realizarse una cirugía de emergencia, debido a una hernia abdominal del intestino.
Whittaker enfrentó a Israel Adesanya el 6 de octubre de 2019, en UFC 243. Perdió la pelea por nocaut en el segundo asalto.

#### Post reinado como Campeón de Peso medio de UFC

##### 2020
Whittaker estaba programado para enfrentar a Jared Cannonier el 7 de marzo de 2020, en UFC 248. Sin embargo, el 15 de enero de 2020, se anunció que Whittaker se había retirado de la pelea por razones no reveladas.
Whittaker enfrentó a Darren Till el 26 de julio de 2020, en UFC on ESPN: Whittaker vs. Till. Ganó la pelea por decisión unánime.
Whittaker enfrentó a Jared Cannonier el 24 de octubre de 2020, en UFC 254. Ganó la pelea por decisión unánime.

##### 2021
Whittaker estaba programado para enfrentar a Paulo Costa el 17 de abril de 2021, en UFC on ESPN 22. Sin embargo, el 16 de marzo, Costa se retiró de la pelea por una enfermedad, y fue remplazado por Kelvin Gastelum. Whittaker ganó la pelea por decisión unánime. Esta pelea lo hizo merecedor del premio de Pelea de la Noche.

##### 2022
Una revancha entre Whittaker y Adesanya por el Campeonato Mundial de Peso medio de UFC se llevó a cabo el 12 de febrero de 2022, en UFC 271. Whittaker perdió la pelea por decisión unánime.
Whittaker estaba programado para enfrentar a Marvin Vettori el 11 de junio de 2022, en UFC 275. Sin embargo, Whittaker se retiró de la pelea por razones no reveladas.  El par fue reprogramado para enfrentarse el 3 de septiembre de 2022, en UFC Fight Night 209. Whittaker ganó la pelea por decisión unánime.

##### 2023
Whittaker estaba programado para enfrentar a Paulo Costa el 12 de febrero de 2023, en UFC 284. Sin embargo, Costa contradijo el anuncio oficial de la promoción indicando que nunca había firmado el contrato y que la pelea no se llevaría a cabo.
Whittaker enfrentó a Dricus du Plessis en una eliminatoria titular por el Campeonato de Peso medio de UFC el 8 de julio de 2023, en UFC 290. Perdió la pelea por TKO en el segundo asalto.

##### 2024
Whittaker enfrentó a Paulo Costa el 17 de febrero de 2024, en UFC 298. Ganó la pelea por decisión unánime.
Whittaker estaba programado para enfrentar a Khamzat Chimaev el 22 de junio de 2024, en UFC on ABC 6.  Sin embargo, Chimaev se retiró del evento por razones médicas y fue reemplazado por Ikram Aliskerov. Ganó la pelea por KO en el primer asalto. Esta pelea lo hizo merecedor de su cuarto premio a la Actuación de la Noche.
Whittaker se enfrentó a Khamzat Chimaev el 26 de octubre de 2024, en UFC 308.Fue derrotado por sumisión en el primer asalto.

## Vida personal
Whittaker y su esposa Sofia tienen tres hijos, John, Jack y Jace, y una hija, Lilliana. Whittaker también es el tutor legal de sus medios hermanos menores Kerehi y Henry Matafeo.

### Representando a Australia y Nueva Zelanda
Whittaker una vez declaró en una entrevista, «Casi todo el lado de mi madre es Kiwi y tenemos una fuerte herencia maorí». Él luego declaró, «me siento privilegiado de tener sangre maorí y estar unido con mi pasado. Me hice mi tatuaje para respetar eso». Whittaker nació en Nueva Zelanda y se mudó a Australia cuando tiene un mes de edad. Declaró en una entrevista, «Mi madre quería tenerme en casa, así que volvió. Luego de que nací volvimos a Australia. La mitad de lo que soy, es moarí, y la ascendencia de mi madre se remontan a Samoa». Cuando se le preguntó sobre su nacionalidad en una entrevista con el programa de televisión australiano The Project, declaró que tenía un pasaporte australiano pero que sentía que representaba a ambos países como peleador de MMA.

Me siento afortunado de estar en esta posición – cada vez que camino al octágono siento que estoy representado a Australia y a Nueva Zelanda. Es el más grande honor y el mayor de los privilegios.

En una entrevista con GQ Australia, Whittaker declaró:

Estoy inmensamente orgulloso de ser australiano y ser un pionero en el deporte, liderar la escena de MMA contra todos los demás países, me emociona ver la bandera australiana cuando salgo a la jaula, escucharlos destacando el hecho de que soy australiano y muy patriota, me siento realmente orgulloso de mi país y de donde soy.

## Campeonatos y logros

### Artes marciales mixtas
- Ultimate Fighting Championship
  - Campeonato Mundial de Peso medio de UFC (Una vez)
  - Campeonato Interino de Peso medio de UFC (Una vez; primero)
  - Primer campeón australiano de UFC
  - Ganador del Torneo de Peso Wélter de The Ultimate Fighter: The Smashes
    - Nocaut de la Temporada de The Ultimate Fighter: The Smashes

  - Pelea de la Noche (Cinco veces) vs. Clint Hester, Derek Brunson, Yoel Romero (2), y Kelvin Gastelum[58][59][60][61][62]
    - Pelea del Año 2018 vs. Yoel Romero 2[63]

Actuación de la Noche (Cuatro veces) vs. Brad Tavares, Derek Brunson, Ronaldo Souza y Ikram Aliskerov
- Superfight Australia
  - Campeonato de Peso Wélter de Superfight Australia (Una vez)
- MMA Mania.com
  - Peleador del Año 2017 UFC/MMA 'Fighter of the Year' 2017 - #2 en el Top 5[67]
- Sherdog
  - Peleador del Año 2017[68]
- MMA DNA.nl
  - Peleador del Año 2017[69]
  - Peleador del Año 2018.[70]
- BJPENN.COM
  - Scrap del Mes de junio 2018[71]
- World MMA Awards
  - Peleador Internacional del Año 2017[72]

### Freestyle wrestling
- Australia Cup
  - Ganador - 97 kg (2015)
- Australian National Wrestling Championships
  - Medalla de Oro - 97 kg (2017)
- Commonwealth Games
  - Clasificado - 97 kg (2018)

### General
- GQ Australia
  - Premio del Deportista del Año 2018 de GQ Australia

## Récord en artes marciales mixtas
| Récord profesional | Récord profesional | Récord profesional |
| 35 peleas          | 26 victorias       | 9 derrotas         |
| ------------------ | ------------------ | ------------------ |
| Nocaut             | 10                 | 3                  |
| Sumisión           | 5                  | 2                  |
| Decisión           | 11                 | 4                  |

| Resultado | Récord | Oponente          | Método                             | Evento                                 | Fecha                   | Ronda | Tiempo | Localización        | Notas |
| --------- | ------ | ----------------- | ---------------------------------- | -------------------------------------- | ----------------------- | ----- | ------ | ------------------- | --- |
| Derrota   | 26–9   | Reinier de Ridder | Decisión (dividida)                | UFC on ABC: Whittaker vs. de Ridder    | 26 de julio de 2025     | 5     | 5:00   | Abu Dabi            | |
| Derrota   | 26–8   | Khamzat Chimaev   | Sumisión (neck crank)              | UFC 308                                | 26 de octubre de 2024   | 1     | 3:34   | Abu Dabi            | |
| Victoria  | 26–7   | Ikram Aliskerov   | KO (golpes)                        | UFC on ABC: Whittaker vs. Aliskerov    | 22 de junio de 2024     | 1     | 1:49   | Riad                | Actuación de la Noche. |
| Victoria  | 25–7   | Paulo Costa       | Decisión (unánime)                 | UFC 298                                | 17 de febrero de 2024   | 3     | 5:00   | Anaheim, California | |
| Derrota   | 24–7   | Dricus du Plessis | TKO (golpes)                       | UFC 290                                | 8 de julio de 2023      | 2     | 2:23   | Las Vegas, Nevada   | |
| Victoria  | 24–6   | Marvin Vettori    | Decisión (unánime)                 | UFC Fight Night: Gane vs. Tuivasa      | 3 de septiembre de 2022 | 3     | 5:00   | París, Francia      | |
| Derrota   | 23–6   | Israel Adesanya   | Decisión (unánime)                 | UFC 271                                | 12 de febrero de 2022   | 5     | 5:00   | Houston, Texas      | Por el Campeonato de Peso medio de UFC. |
| Victoria  | 23–5   | Kelvin Gastelum   | Decisión (unánime)                 | UFC on ESPN: Whittaker vs. Gastelum    | 18 de abril de 2021     | 5     | 5:00   | Las Vegas, Nevada   | Pelea de la Noche. |
| Victoria  | 22–5   | Jared Cannonier   | Decisión (unánime)                 | UFC 254                                | 24 de octubre de 2020   | 3     | 5:00   | Abu Dabi            | |
| Victoria  | 21–5   | Darren Till       | Decisión (unánime)                 | UFC on ESPN: Whittaker vs. Till        | 26 de julio de 2020     | 5     | 5:00   | Abu Dabi            | |
| Derrota   | 20–5   | Israel Adesanya   | KO (golpes)                        | UFC 243                                | 5 de octubre de 2019    | 2     | 3:33   | Melbourne           | Perdió el Campeonato de Peso medio de UFC. |
| Victoria  | 20–4   | Yoel Romero       | Decisión (dividida)                | UFC 225                                | 9 de junio de 2018      | 5     | 5:00   | Chicago, Illinois   | Inicialmente pelea por el Campeonato de Peso Mediano de UFC; Romero no dio el peso y pasó a no elegible para ganar el título (+0.090g); Pelea de la Noche; Pelea del Año (2018). |
| Victoria  | 19–4   | Yoel Romero       | Decisión (unánime)                 | UFC 213                                | 8 de julio de 2017      | 5     | 5:00   | Las Vegas, Nevada   | Ganó el Campeonato Interino de Peso Mediano de UFC. Pelea de la Noche. |
| Victoria  | 18–4   | Ronaldo Souza     | TKO (patada en la cabeza y golpes) | UFC on Fox: Johnson vs. Reis           | 15 de abril de 2017     | 2     | 3:28   | Kansas City, Misuri | Actuación de la Noche. |
| Victoria  | 17–4   | Derek Brunson     | TKO (patada en la cabeza y golpes) | UFC Fight Night: Whittaker vs. Brunson | 27 de noviembre de 2016 | 1     | 4:07   | Melbourne           | Actuación de la Noche. Pelea de la Noche. |
| Victoria  | 16–4   | Rafael Natal      | Decisión (unánime)                 | UFC 197                                | 23 de abril de 2016     | 3     | 5:00   | Las Vegas, Nevada   | |
| Victoria  | 15–4   | Uriah Hall        | Decisión (unánime)                 | UFC 193                                | 15 de noviembre de 2015 | 3     | 5:00   | Melbourne           | |
| Victoria  | 14–4   | Brad Tavares      | KO (golpes)                        | UFC Fight Night: Miocic vs. Hunt       | 10 de mayo de 2015      | 1     | 0:44   | Adelaida            | Actuación de la Noche. |
| Victoria  | 13–4   | Clint Hester      | TKO (rodillazo y golpes)           | UFC Fight Night: Rockhold vs. Bisping  | 8 de noviembre de 2014  | 2     | 2:43   | Sídney              | Debut en peso medio. Pelea de la Noche. |
| Victoria  | 12–4   | Mike Rhodes       | Decisión (unánime)                 | UFC Fight Night: Te-Huna vs. Marquardt | 28 de junio de 2014     | 3     | 5:00   | Auckland            | |
| Derrota   | 11–4   | Stephen Thompson  | TKO (golpes)                       | UFC 170                                | 22 de febrero de 2014   | 1     | 3:43   | Las Vegas, Nevada   | |
| Derrota   | 11–3   | Court McGee       | Decisión (dividida)                | UFC Fight Night: Condit vs. Kampmann 2 | 28 de agosto de 2013    | 3     | 5:00   | Las Vegas, Nevada   | |
| Victoria  | 11–2   | Colton Smith      | TKO (golpes)                       | UFC 160                                | 25 de mayo de 2013      | 3     | 0:41   | Las Vegas, Nevada   | |
| Victoria  | 10–2   | Brad Scott        | Decisión (unánime)                 | UFC on FX: Sotiropoulos vs. Pearson    | 15 de diciembre de 2012 | 3     | 5:00   | Gold Coast          | Ganó el torneo de peso wélter de The Ultimate Fighter: The Smashes. |
| Derrota   | 9–2    | Jesse Juarez      | Decisión (unánime)                 | Cage Fighting Championships 21         | 18 de mayo de 2012      | 5     | 5:00   | Sídney              | |
| Victoria  | 9–1    | Shaun Spooner     | TKO (golpes)                       | Superfight Australia 13                | 23 de marzo de 2012     | 1     | 4:01   | Perth               | |
| Victoria  | 8–1    | Ian Bone          | TKO (golpes)                       | Cage Fighting Championships 19         | 9 de diciembre de 2011  | 1     | 3:15   | Sídney              | |
| Derrota   | 7–1    | Hoon Kim          | Sumisión (triangle choke)          | Legend Fighting Championship 6         | 30 de octubre de 2011   | 1     | 3:01   | Macao               | |
| Victoria  | 7–0    | Corey Nelson      | Sumisión (armbar)                  | Cage Fighting Championships 18         | 26 de agosto de 2011    | 1     | 4:40   | Sídney              | |
| Victoria  | 6–0    | Ben Alloway       | Sumisión (rear naked choke)        | Cage Fighting Championships 17         | 3 de junio de 2011      | 1     | 4:07   | Gold Coast          | |
| Victoria  | 5–0    | Nate Thomson      | Sumisión (rear naked choke)        | Cage Fighting Championships 15         | 8 de octubre de 2010    | 1     | 2:21   | Sídney              | |
| Victoria  | 4–0    | Jay Cobain        | Sumisión (armbar)                  | Cage Fighting Championships 14         | 5 de junio de 2010      | 1     | 0:32   | Sídney              | |
| Victoria  | 3–0    | Nick Ariel        | KO (golpe)                         | Cage Fighting Championships 12         | 12 de marzo de 2010     | 1     | 2:50   | Sídney              | |
| Victoria  | 2–0    | Richard Walsh     | Sumisión (rear naked choke)        | Cage Fighting Championships 11         | 20 de noviembre de 2009 | 1     | 2:40   | Sídney              | |
| Victoria  | 1–0    | Chris Tallowin    | TKO (golpes)                       | XFC 14                                 | 14 de marzo de 2009     | 1     | N/A    | Perth               | |

## Peleas en pay-per view
| N.º | Eventos | Pelea                    | Fecha                 | Recinto        | Ciudad                            | Compras de PPV |
| --- | ------- | ------------------------ | --------------------- | -------------- | --------------------------------- | -------------- |
| 1.  | UFC 213 | Romero vs. Whittaker     | 8 de julio de 2017    | T-Mobile Arena | Paradise, Nevada, Estados Unidos  | 150.000        |
| 2.  | UFC 225 | Whittaker vs. Romero 2   | 9 de junio de -2018   | United Center  | Chicago, Illinois, Estados Unidos | 250.000        |
| 3.  | UFC 243 | Whittaker vs. Adesanya   | 6 de octubre de 2019  | Marvel Stadium | Melbourne, Victoria, Australia    | No Revelado    |
| 4.  | UFC 271 | Adesanya vs. Whittaker 2 | 12 de febrero de 2022 | Toyota Center  | Houston, Texas, Estados Unidos    | No Revelado    |